# Mare Nostrum (pel·lícula de 1948)
Mare Nostrum és una pel·lícula de 1948 coproducida entre Espanya i Itàlia dirigida per Rafael Gil i protagonitzada per María Félix, Fernando Rey i Guillermo Marín. El títol és el nom en llatí per al Mar Mediterrani. Un mariner espanyol es barreja amb un grup d'espies alemanys en temps de la Segona Guerra Mundial.
És una adaptació de la novel·la homònima de Vicente Blasco Ibáñez, que ja havia estat portada al cinema en una pel·lícula muda de 1926.

## Sinopsi
Nàpols, 1939: Espies alemanys usen a la bella Freya (María Félix) com a esquer per a seduir al capità espanyol Ulises Ferragut i fer que el seu vaixell col·labori col·locant mines magnètiques al voltant dels ports britànics del Mediterrani, prometent-li que no afectaran els vaixells neutrals, però el vaixell on viatja el seu fill, Esteban, és enfonsat quan passa per Malta.
A partir d'aquest instant Ulises posarà el seu vaixell al servei dels aliats. Quan es gira la truita de la guerra i les tropes aliades desembarquen a Itàlia Ulises els acompanya i reconeix al cap dels espies nazis, i fa que el detinguin.
Els alemanys el consideren un traïdor i ordenen que sigui assassinat, Freya es penedeix i intenta avisar-lo, però Ulisses no pot perdonar-la. Finalment Freya és detinguda, jutjada, considerada culpable d'espionatge i executada.

## Repartiment
- María Félix - Freyra
- Fernando Rey - Ulises / Capità Ferragut
- Guillermo Marín - Von Kramer / Comte Gavelin
- José Nieto - Kurt
- Juan Espantaleón - Tío Caragón
- Porfiria Sanchíz - Doctora Fedelman
- Eduardo Fajardo - Capità
- Ángel de Andrés - Toni
- Rafael Romero Marchent - Esteban
- Nerio Bernardi - Enrico De Paoli
- Osvaldo Genazzani - John
- Arturo Marín - Cap tribunal militar
- Félix Fernández - recepcionista de hotel
- José Franco - Maitre
- José Prada - membre del tribunal
- Manuel Aguilera - Telegrafista
- Santiago Rivero - Capità
- Antonio Vilar
- Teresa Arcos
- Francisco Bernal

## Context històric
La novel·la original i la pel·lícula muda de 1926 estaven ambientades en la Primera Guerra Mundial, però en aquesta versió es canvia a la Segona Guerra Mundial.
La pel·lícula és una metàfora política en la qual Ulises és una personificació de l'Espanya franquista, primer seduït per les potències de l'eix, personificades en Freya (en la pel·lícula es diu que és mig italiana mig alemanya) i després inclinada cap als aliats.
S'inscriu dins de la política d'obertura, sent destacable que l'any de la seva estrena, 1948, també es va obrir la frontera amb França.

## Premis
4a edició de les Medalles del Cercle d'Escriptors Cinematogràfics
| Categoria              | Nominats     | Resultat  |
| ---------------------- | ------------ | --------- |
| Millor director        | Rafael Gil   | Guanyador |
| Millor actor principal | Fernando Rey | Guanyador |

Menció especial als Premis del Sindicat Nacional de l'Espectacle de 1948